# José María Pino Suárez, Texistepec
José María Pino Suárez är en ort i Mexiko.   Den ligger i kommunen Texistepec och delstaten Veracruz, i den sydöstra delen av landet, 500 km öster om huvudstaden Mexico City. José María Pino Suárez ligger 5 meter över havet och antalet invånare är 258.
Terrängen runt José María Pino Suárez är platt. Runt José María Pino Suárez är det ganska glesbefolkat, med 29 invånare per kvadratkilometer. Närmaste större samhälle är Oteapan, 19,5 km norr om José María Pino Suárez. Omgivningarna runt José María Pino Suárez är en mosaik av jordbruksmark och naturlig växtlighet.